# アメリー・ルンダール
アメリー・ルンダール（Helga Amélie Lundahl、1850年5月26日 - 1914年8月20日）は、フィンランドの画家である。

## 略歴
フィンランド中部の都市、オウルに生まれた。父親は市の法律家であったが、アメリーが8歳の時に亡くなった。1870年から1872年までヘルシンキのフィンランド美術学校（Suomen Taideyhdistyksen piirustuskoulu、後のフィンランド美術院:Kuvataideakatemia）で学んだ後、奨学金を得て1873年までストックホルムのスウェーデン王立美術院で学んだ。スウェーデン王立美術院を卒業した後もヘルシンキの美術学校に戻り、Arvid Liljelundin やシグフリード・アウグスト・ケイナネンらの助手として働きながら絵の修行を続けた。
1877年に再び奨学金を得て、フランスに留学し、アカデミー・ジュリアンに入学し、トニ・ロベール＝フルーリーのもとで学んだ。フランスには12年間滞在し、ブルターニュなどですごし、この時代のブルターニュの人々を描いた絵で最も知られている。1889年に帰国した後は、ヴェステルホルム（Victor Westerholm）らの芸術家が集まった、オーランド諸島のユーマラ（Jomala）にあるÖnningeby村でも過ごした。1914年にヘルシンキで没した。
甥のイルマリ・キアント（Ilmari Kianto）は有名な作家である。

## 作品

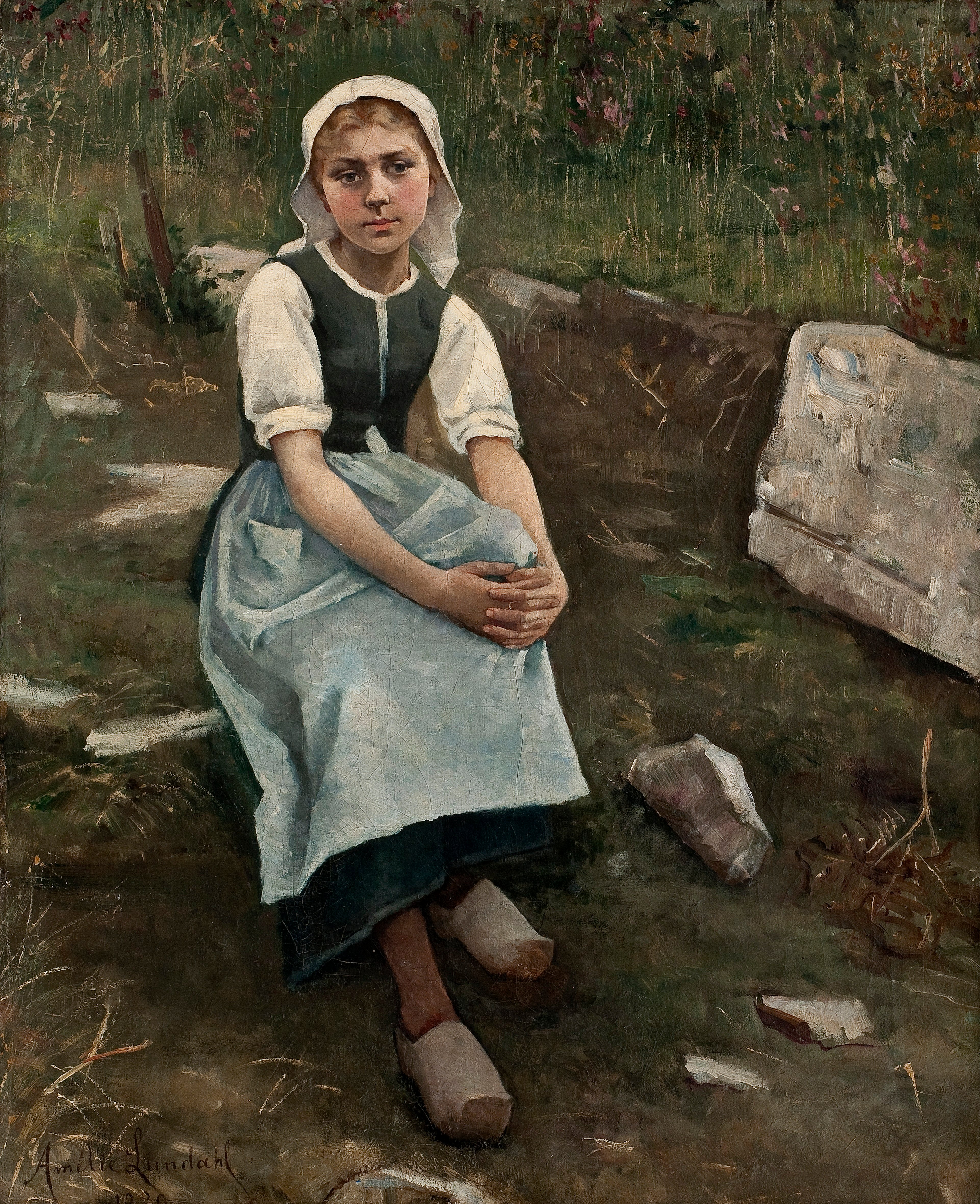
「ブルターニュの少女」 (1880)
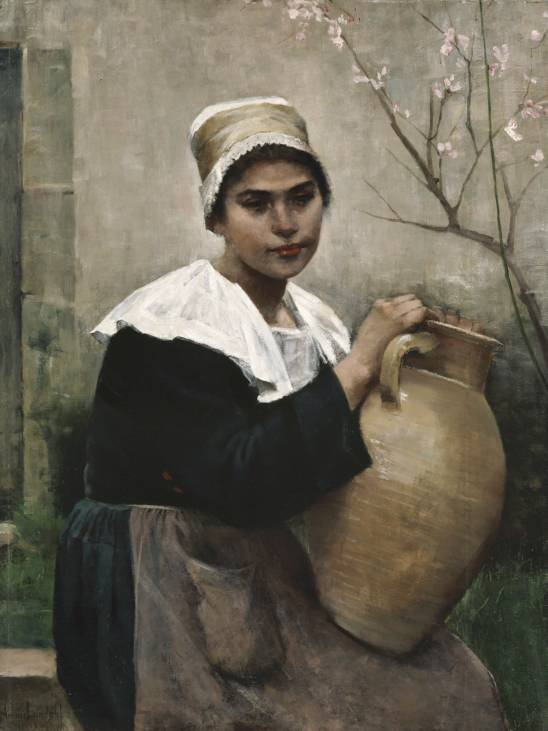
「水差しをもったブルターニュの少女」(1884)
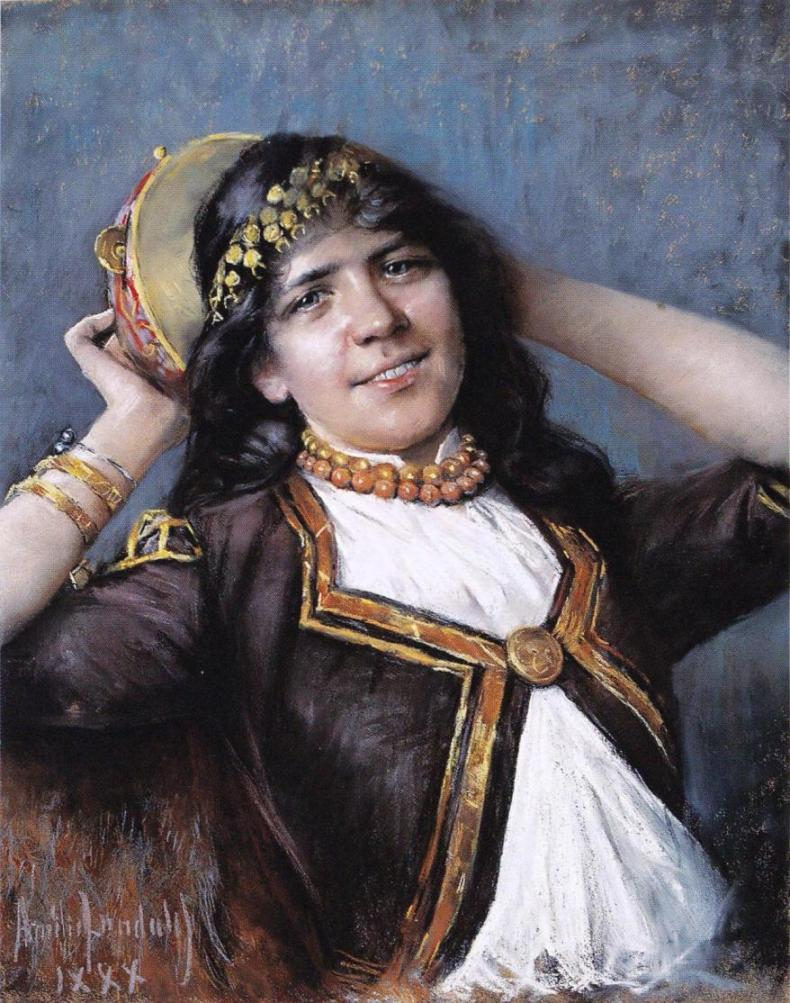
「タンバリンの踊り子」(1888)
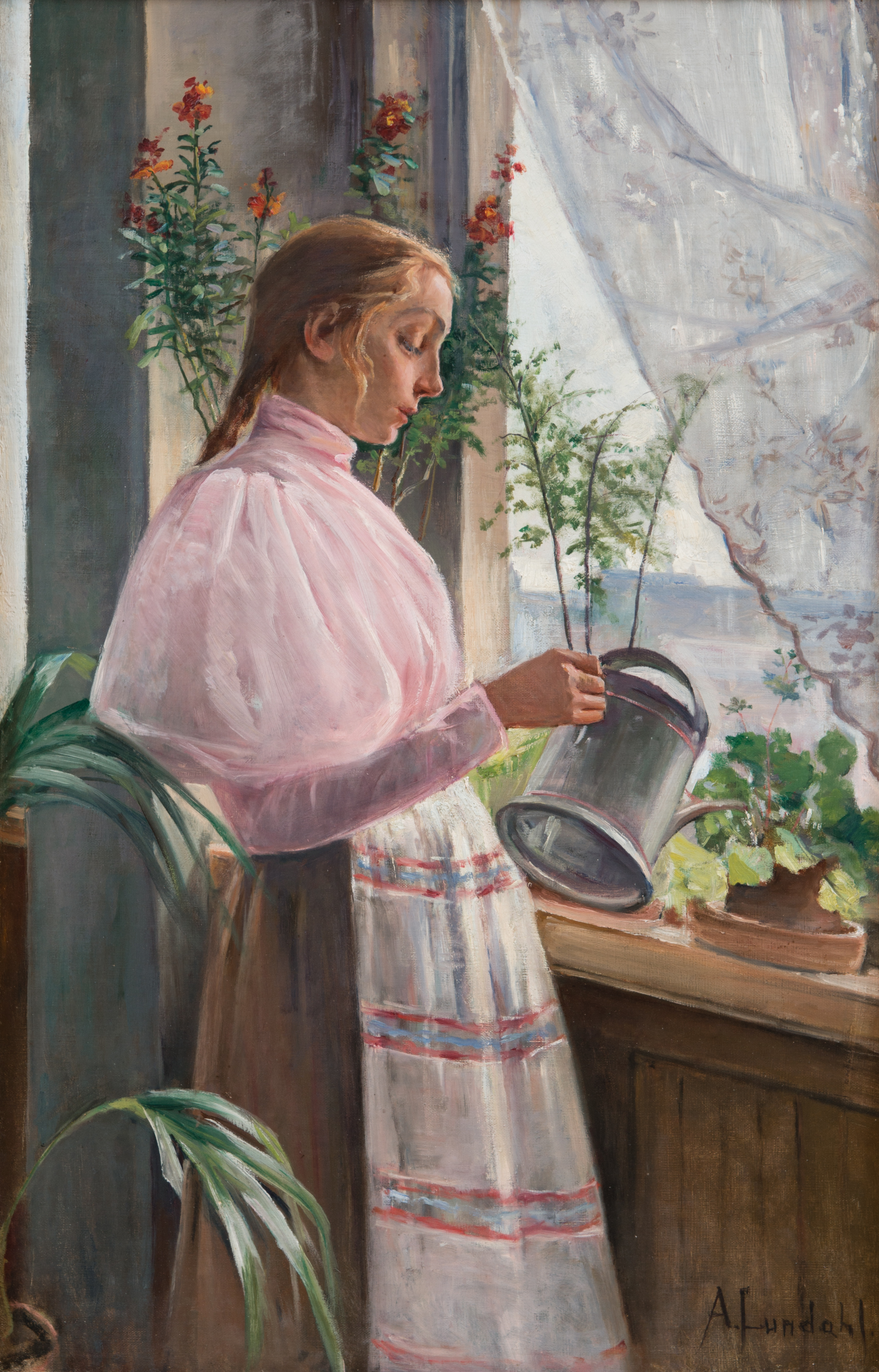
「花に水をやる少女」(1890s)
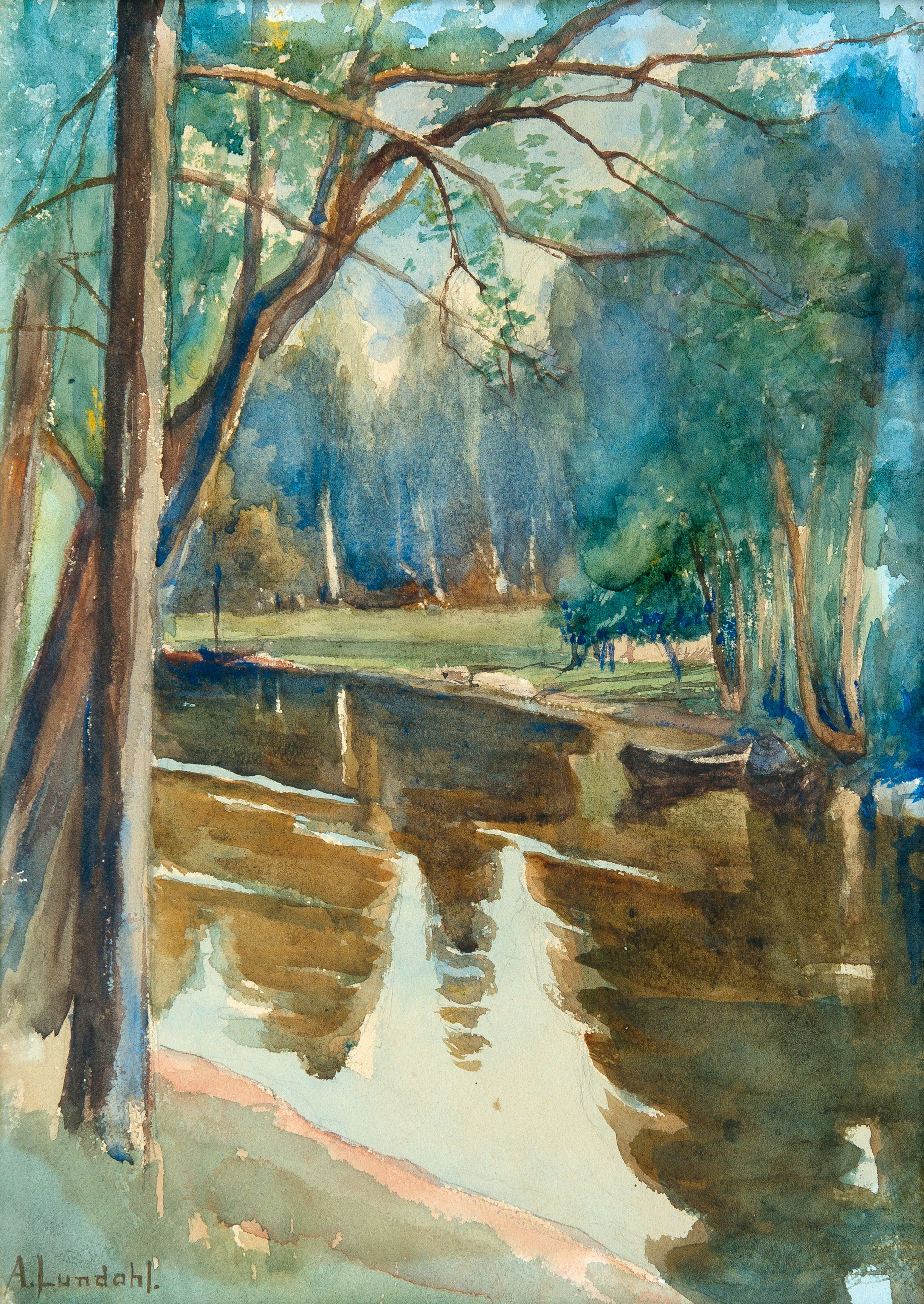
「夏の緑」

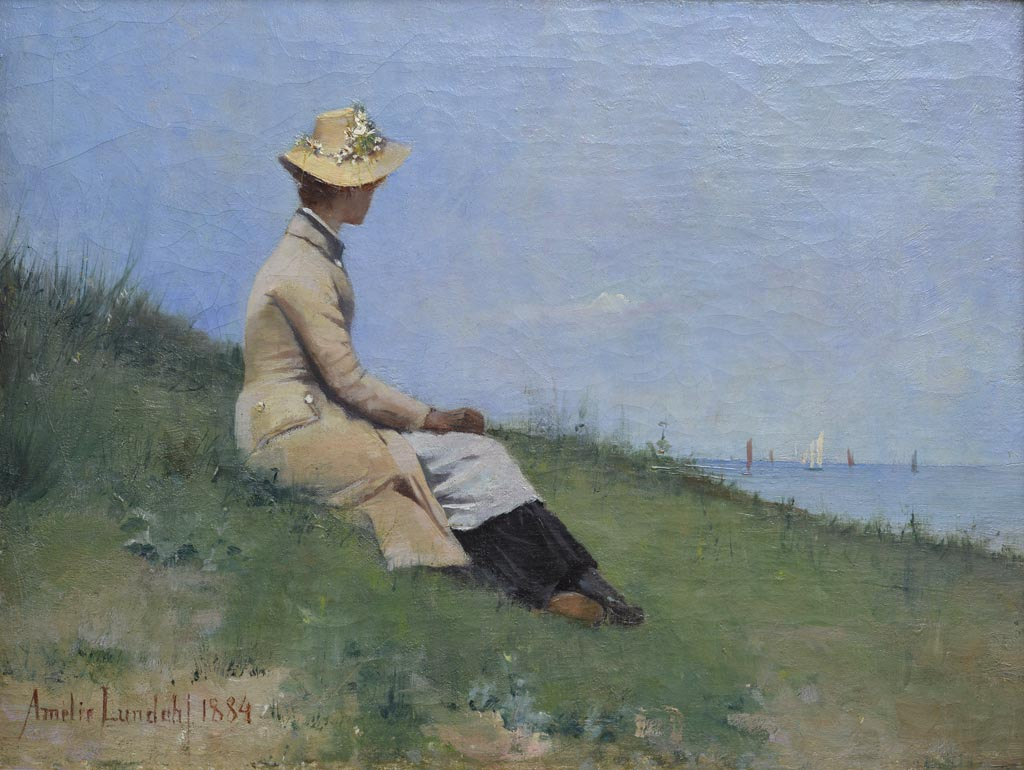
ブルターニュの海岸で(1884)
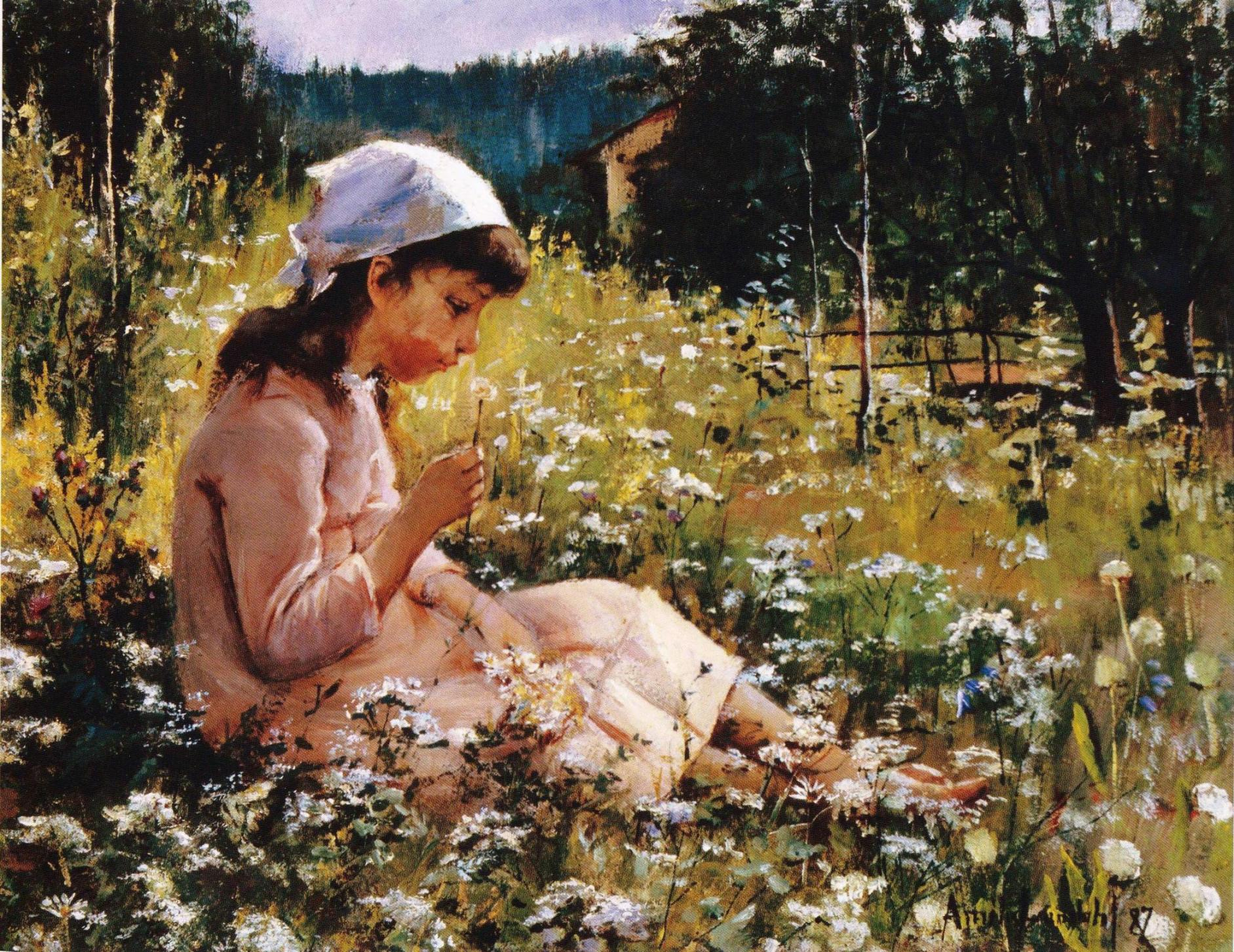
「牧草地の少女」(1887)
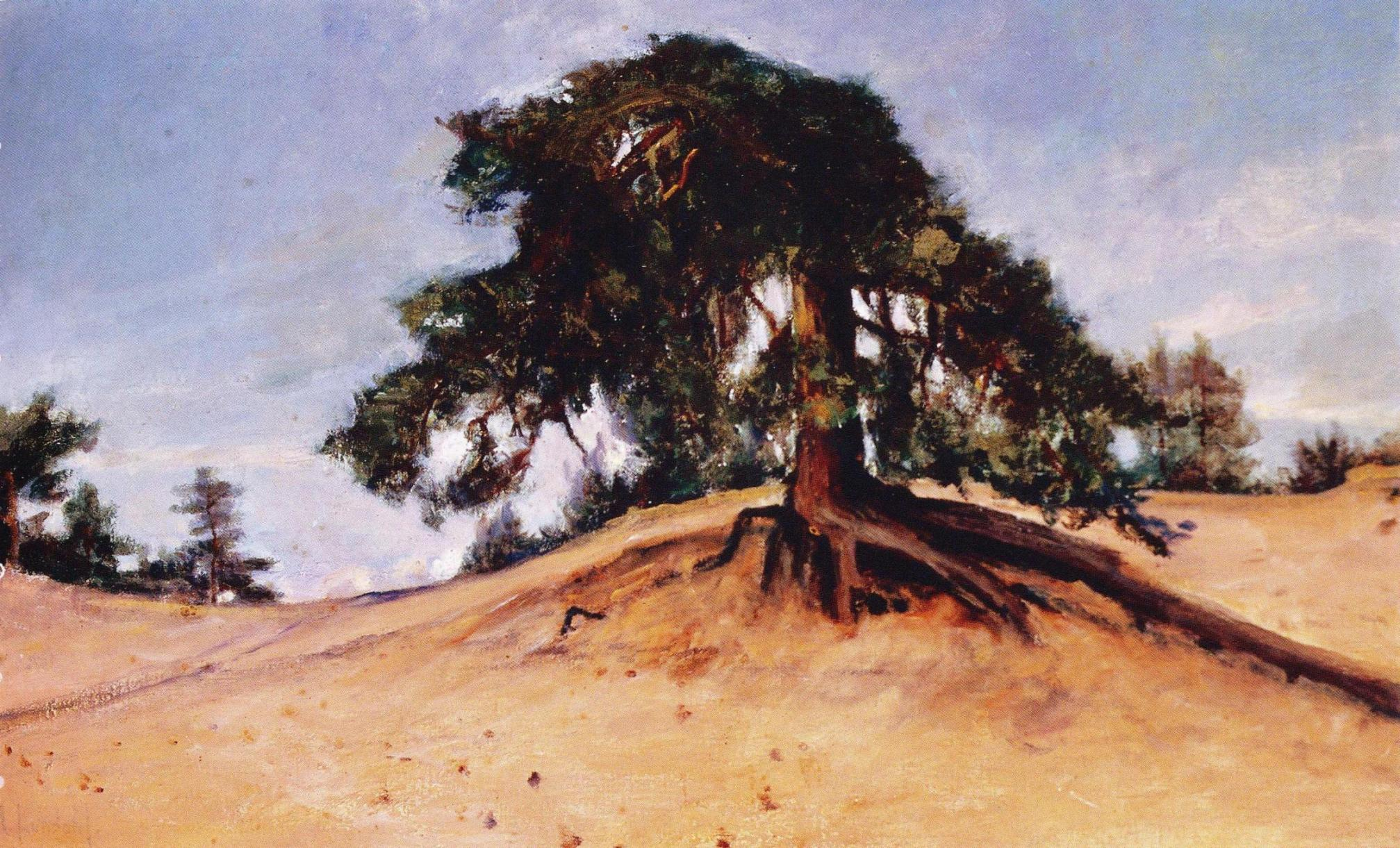
折れた松